# KF Besa
KF Besa este un club de fotbal din Kosovo care evoluează în Superliga (Kosovo).

## Titluri
- De 3 ori campioni ai Superligii Kosovo
  - 2004/05, 2005/06, 2006/07

## Lotul actual de jucători
| N° | Nume              | Naționalitate | Note |
|    | Valmir Bytyqi     | Kosovo        |      |
|    | Sanell Bandiq     | Kosovo        |      |
|    | Benis Krasniqi    | Kosovo        |      |
|    | Labinot Efendija  | Kosovo        |      |
|    | Bekim Bajraktari  | Kosovo        |      |
|    | Florent Papuqi    | Kosovo        |      |
|    | Genc Shabanaj     | Kosovo        |      |
|    | Agron Cacaj       | Kosovo        |      |
|    | Shpetim Zharra    | Kosovo        |      |
|    | Mensur Duraku     | Kosovo        |      |
|    | Denis Molliqaj    | Kosovo        |      |
|    | Besnik Morina     | Kosovo        |      |
|    | Blerim Hysenlekaj | Kosovo        |      |
|    | Haxhi Zeka        | Kosovo        |      |
|    | Krenar Vokshi     | Kosovo        |      |
|    | Arlind Zekaj      | Kosovo        |      |
|    | Arlind Ahmeti     | Kosovo        |      |

### Jucători notabili
- Haxhi Zeka
- Mensur Duraku
- Ilir Nallbani
- Fitim Kasapi
- Fisnik Papuqi
- Valmir Bytyqi
- Fatos Beciraj
- Dukagjin Gashi